# Harvestehuder Sinfonieorchester Hamburg
Das Harvestehuder Sinfonieorchester ist ein Amateurorchester in Hamburg.

## Geschichte
Das Orchester wurde 1966 als Kammerorchester unter dem Namen „Harvestehuder Studentenorchester“ von Christoph Prick an der Hochschule für Musik und Theater Hamburg gegründet, die ihren Sitz im Hamburger Stadtteil Harvestehude hat. Es hat sich zu einer Institution im Bereich der Amateurorchester mit sinfonischer Besetzung in Hamburg entwickelt. Träger des Orchesters ist ein 1993 gegründeter Förderverein. Das Orchester ist Mitglied im Bundesverband Deutscher Liebhaberorchester.
Mitglieder des Orchesters sind überwiegend Laien und semi-professionelle Musiker, aber auch Berufsmusiker.

## Programm
Auf dem Programm stehen überwiegend sinfonische Werke des 19. und 20. Jahrhunderts, aber auch Hamburger Erst- und Uraufführungen von Werken junger Komponisten und Filmmusik. Konzerte finden zwei Mal pro Jahr in der Laeiszhalle in Hamburg statt. Daneben unterstützt das Orchester auch Aufführungen von Chören und Theaterensembles. Das Orchester hat Werke von hoher Schwierigkeit aufgeführt, wie beispielsweise Sinfonien von Gustav Mahler.

## Dirigenten
- Christoph Prick (Ehrendirigent) (1966–1970)
- Mathias Husmann (1970–1974)
- Hans-Christian Merzyn (1974–1976)
- Holger Zindler (1976–1980)
- Andreas Delfs (1980–1981)
- Bruno Leuschner (1981–1983)
- Stephan Tetzlaff (1983–1986)
- Carlos Spierer (1986–1990)
- Sebastian Lang-Lessing (1990–1992)
- Michael Schmidtsdorff (1992–1996)
- Gabriel Feltz (1996–1997)
- Dietger Holm (1997–1999)
- Bruno Merse (1999–2001)
- Siegfried Schwab (2001–2002)
- Mark Rohde (2002–2004)
- Christoph Stöcker (2004–2006, 2008)
- Adrian Kelly (2006–2008)
- Leslie Suganandarajah (2008–2011)
- Alexander Merzyn (2011–2013)
- Harish Shankar (2013–2016)
- Christian Kunert (2016–2024)
- Philip Hildebrand (seit 2024)

## Diskografie
- Der Struwwelpeter: Kantate für Kinder von Kurt Hessenberg nach den Versen von Heinrich Hoffmann, Deutsche Grammophon 1970.
- Brahms: Tragic Ouverture, op. 81 & Piano Concerto no. 2 in Bb major, op. 83, Myricae Classics, 2023.